# Floyd Cardoz
Floyd Cardoz (Mumbai, 2 ottobre 1960 – Montclair, 25 marzo 2020) è stato un cuoco, imprenditore e personaggio televisivo indiano naturalizzato statunitense.
Era conosciuto in qualità di proprietario e chef nei suoi ristoranti di New York City, Paowalla e Tabla, nonché per la sua vittoria a Top Chef Masters nel 2011.
Cardoz era anche socio del Bombay Sweet Shop, O Pedro, e della Bombay Canteen in India al momento della sua morte.

## Biografia

### Carriera
Iniziò la sua formazione nella sua città natale, Mumbai, prima di trasferirsi in Svizzera dove approfondì le sue abilità culinarie francesi, italiane. Si insediò quindi a New York City.
A Manhattan Cardoz cucinò avendo come guida Gray Kunz nel ristorante Lespinasse, dopodiché apri i suoi ristoranti.
Cardoz fu quattro volte candidato al James Beard Award e pubblicò due libri di cucina.
Nel 2008 lanciò una linea di antipasti con la società di consegna a domicilio di alimentari online FreshDirect.
Cardoz fu consulente culinario del film Amore cucina e curry del 2014, nella cui trama si fondono le cucine francese e indiana.

### Morte
Cardoz morì durante la pandemia di COVID-19 il 25 marzo 2020, al Mountainside Hospital di Montclair, nel New Jersey, all'età di 59 anni. Era stato ricoverato in ospedale per una settimana dopo aver viaggiato da Mumbai a New York attraverso Francoforte l'8 marzo. Lasciò la moglie Barkha e due figli, Justin e Peter.